# Colónia Júlia Equestre
Colónia (português europeu) ou Colônia (português brasileiro) Júlia Equestre (em latim: Colonia Iulia Equestris) era a localidade Gaulesa então conhecida como Novioduno (em latim: Noviodunum), a cidade de Nyon na Suíça, segundo os romanos. Assinaladas, mas esporádicas, as descobertas de objectos e vestígios romanos começam a aparecer cada vez mais frequentemente a partir do fim do século XIX com o desenvolvimento da cidade e a necessidade de novas construções que obrigam a escavar o terreno. O erudito Théophile Wellauer para assegurar a conservação dos objectos, cria com o apoio da municipalidade um museu. Em 1875 aparece um primeiro apanhado sobre a colónia romana de Nyon.

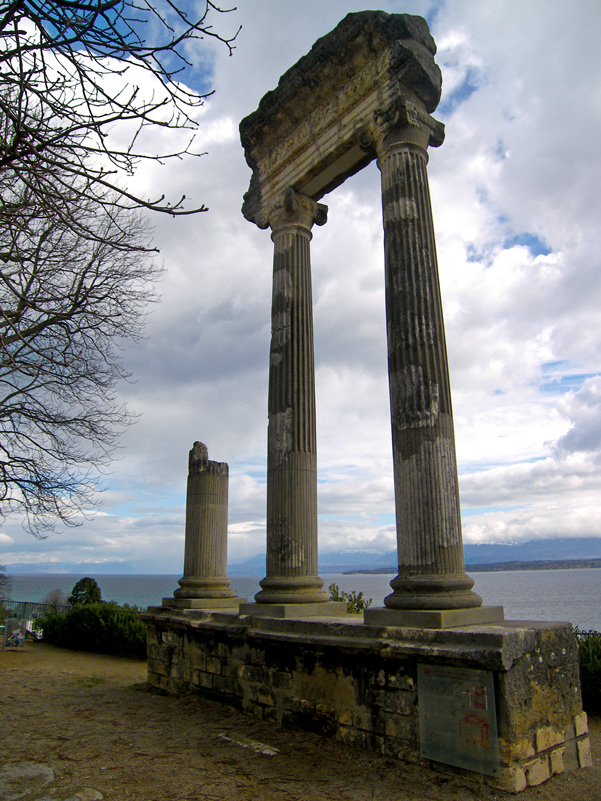

A partir de 1930 iniciam-se as escavações e o plano da cidade antiga precisa-se. Em 1974, a descoberta do basílica do Fórum, onde será inaugurado um novo Museu Romano de Nyon, dá uma nova impulsão à pesquisa e a municipalidade cria um serviço de arqueologia que começa a fazer buscas sistemáticas. O território da colónia estendia-se do Jura até o Lago Lemano, e em Nyon encontrava-se centrada no promontório em frente ao lago.

## Novioduno
Mesmo se o nome Novioduno é bem de origem gaulesa e designa "nova fortaleza", o termo só aparece tardiamente. É provavelmente entre 46−44 a.C. que Júlio César funda Colónia Júlia Equestre, destinada a controlar a saída meridional do planalto suíço, onde os Helvécios acabaram de se instalar depois da derrota que sofreram em Bibracte em 58. Os primeiros colonos romanos são veteranos do exército que recebem terras confiscadas aos Helvécios e que são divididas em lotes regulares como foi comprovado recentemente.

## Augusto
A partir do reino de Augusto a Colónia conhece uma nova impulsão com um plano ortogonal que regulariza o espaço urbano, mas agora sem muralhas, e um centro monumental necessário a vida política, económica e religiosa. Deste primeiro fórum só se conhece uma parte da praça, que é fechada a Este por uma basílica com dois andares, cujo nível inferior é formada por duas naves separadas por um alinhamento de pilares em madeira.

## Tibério
No tempo de Tibério, a praça foi aumentada e arranjada segundo o esquema largamente empregue na província; a area sacra está rodeada de um pórtico em forma de π, sob um criptopórtico - galeria abobadada subterrânea - semienterrada, e é reconstruída a basílica. Também é construído um mercado - macelo - constituído de um pátio central rodeado de lojas, banhos públicos cujo tepidário - banho tépido - está decorado com azulejos com decoração geométrica. O Fórum verá algumas modificações como a da decoração com um mosaico figurando o carro do Sol aparecendo das águas.
==
Dos monumentos de jogos, só se conhece um anfiteatro, de 50 X 36 m, datado dos princípios do século II - descoberto em 1996 quando se iniciavam as escavações para a construção do que deveria ser um parque de automóveis subterrâneo - e cuja arena contém dois carceres - saída para carros a cavalo - e provido de canalizações.
As habitações incluem algumas belas domus - casa - com jardins e tanque; algumas villae suburbanae, com mosaicos estavam edificadas a Oeste, enquanto um quarteirão artesanal e comercial se desenvolveu a Sudoeste. Um aqueduto de 10 km trazia água das fontes termais de Divonne-les-Bains, frança, enquanto um sistema de esgotos se dirigia ao lago.
A localidade estava ligada por via romana a Lyon, capital dos gauleses, e pela chamada Vy d'Etraz, a Avenches, a Augusta Ráurica e ao Valais, e daí à Itália, e também ligado ao Mediterrâneo e ao Rio Reno por vias navegáveis. Sobre o Império as vilas, residências algumas vezes luxuosas no centro de um domínio agrícola, transpõem no campo o conforto da civitas como se pode ver na vila de Commugny com o seu peristilo, os banhos, mosaicos e pinturas murais datadas de 35-45 D.C. e que são de uma qualidade excepcional, a tal ponto que as pinturas deram lugar a uma exposição no Museu Romano de Nyon e à publicação de uma obra por parte do museu que é responsável desse património 
O declínio aparece no século III com as invasões alemãs.

## Imagens

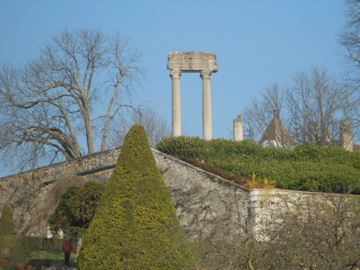
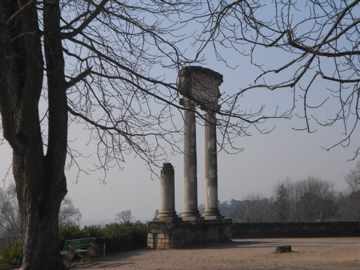
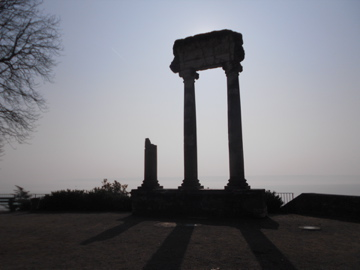
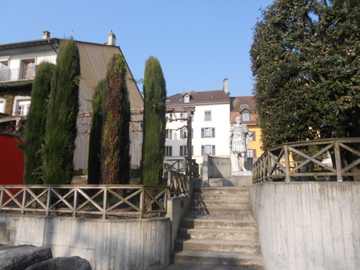
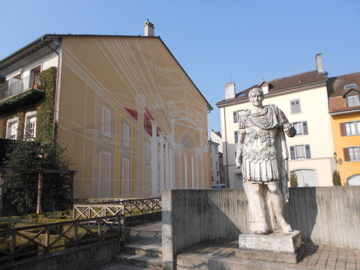
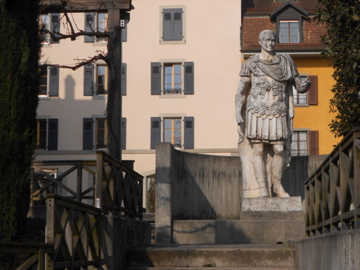